# Basketbal op de Olympische Zomerspelen 2000

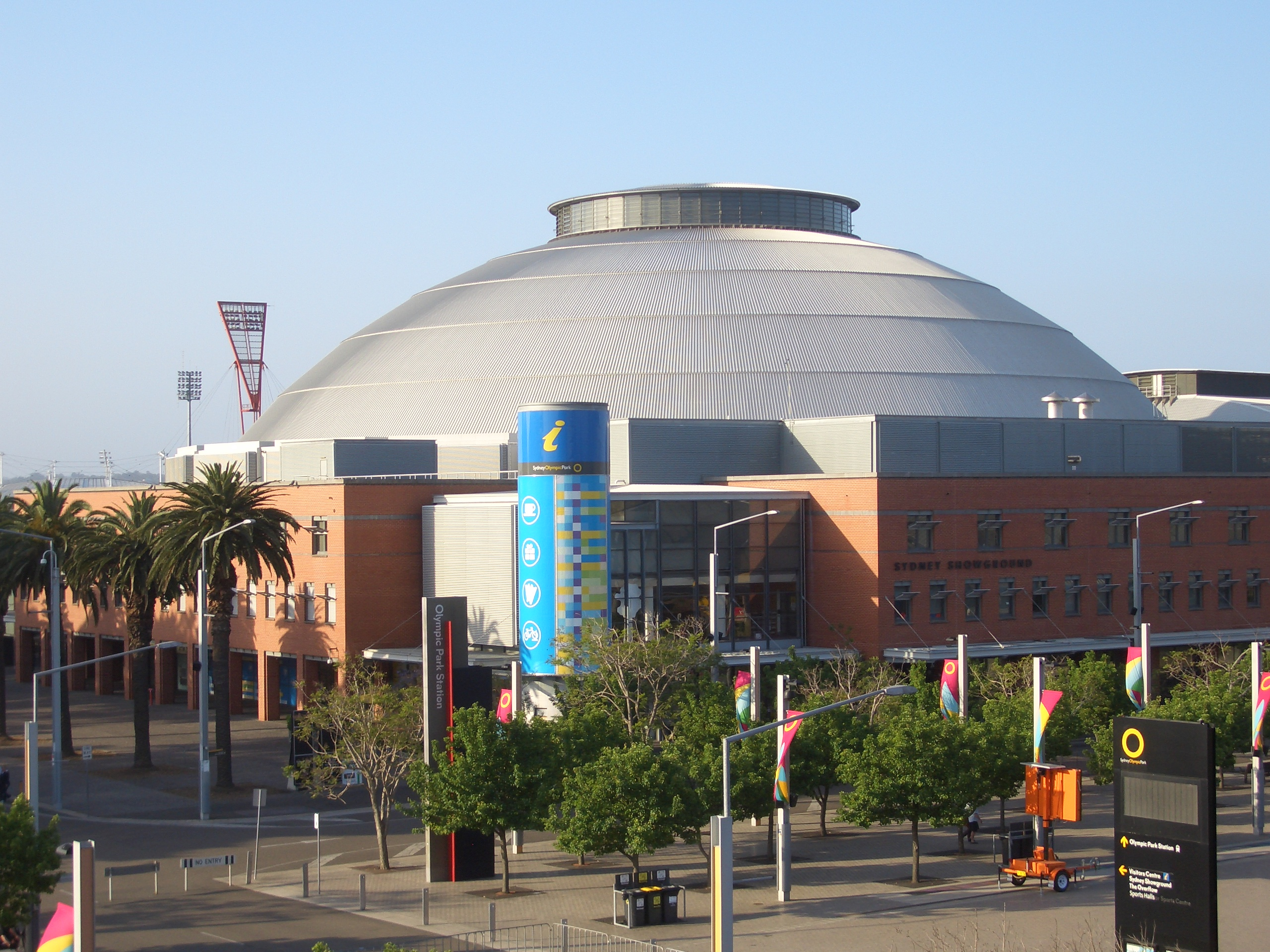
Sydney Olympic Park, Showground Hall

Basketbal is een van de sporten die beoefend werden tijdens de Olympische Zomerspelen 2000 in Sydney.

## Mannen

### Voorronde

#### Groep A
| Datum        | Tijd  | Land             | Score    | Land             |
| ------------ | ----- | ---------------- | -------- | ---------------- |
| 17 september | 9:30  | Frankrijk        | 76 - 50  | Nieuw-Zeeland    |
| 17 september | 11:30 | Italië           | 50 - 48  | Litouwen         |
| 17 september | 21:30 | China            | 72 - 119 | Verenigde Staten |
| 19 september | 11:30 | Nieuw-Zeeland    | 60 - 75  | China            |
| 19 september | 16:30 | Verenigde Staten | 93 - 61  | Italië           |
| 19 september | 19:30 | Litouwen         | 81 - 63  | Frankrijk        |
| 21 september | 9:30  | Italië           | 78 - 66  | Nieuw-Zeeland    |
| 21 september | 14:30 | China            | 70 - 82  | Frankrijk        |
| 21 september | 16:30 | Verenigde Staten | 85 - 76  | Litouwen         |
| 23 september | 9:30  | Litouwen         | 82 - 66  | China            |
| 23 september | 19:30 | Nieuw-Zeeland    | 56 - 102 | Verenigde Staten |
| 23 september | 21:30 | Frankrijk        | 57 - 67  | Italië           |
| 25 september | 11:30 | Nieuw-Zeeland    | 75 - 85  | Litouwen         |
| 25 september | 14:30 | Italië           | 76 - 85  | China            |
| 25 september | 16:30 | Frankrijk        | 94 - 106 | Verenigde Staten |

| Groep A |                  |             |             |             |            |            |            |        |
| #       | Land             | Wedstrijden | Wedstrijden | Wedstrijden | Doelpunten | Doelpunten | Doelpunten | Punten |
| #       | Land             | G           | W           | V           | V          | T          | Saldo      | Punten |
| 1       | Verenigde Staten | 5           | 5           | 0           | 505        | 359        | 146        | 10     |
| 2       | Italië           | 5           | 3           | 2           | 332        | 349        | -17        | 8      |
| 3       | Litouwen         | 5           | 3           | 2           | 372        | 339        | 33         | 8      |
| 4       | Frankrijk        | 5           | 2           | 3           | 372        | 374        | -2         | 7      |
| 5       | China            | 5           | 2           | 3           | 368        | 419        | -51        | 7      |
| 6       | Nieuw-Zeeland    | 5           | 0           | 5           | 307        | 416        | -109       | 5      |

#### Groep B
| Datum        | Tijd  | Land        | Score    | Land        |
| ------------ | ----- | ----------- | -------- | ----------- |
| 17 september | 14:30 | Joegoslavië | 66 - 60  | Rusland     |
| 17 september | 16:30 | Canada      | 101 - 90 | Australië   |
| 17 september | 19:30 | Spanje      | 64 - 45  | Angola      |
| 19 september | 9:30  | Angola      | 54 - 99  | Canada      |
| 19 september | 14:30 | Rusland     | 71 - 63  | Spanje      |
| 19 september | 21:30 | Australië   | 66 - 80  | Joegoslavië |
| 21 september | 11:30 | Canada      | 91 - 77  | Spanje      |
| 21 september | 19:30 | Joegoslavië | 73 - 64  | Angola      |
| 21 september | 21:30 | Australië   | 75 - 71  | Rusland     |
| 23 september | 11:30 | Spanje      | 65 - 78  | Joegoslavië |
| 23 september | 14:30 | Rusland     | 77 - 59  | Canada      |
| 23 september | 16:30 | Angola      | 75 - 86  | Australië   |
| 25 september | 9:30  | Angola      | 65 - 88  | Rusland     |
| 25 september | 19:30 | Joegoslavië | 75 - 83  | Canada      |
| 25 september | 21:30 | Australië   | 91 - 80  | Spanje      |

| Groep B |             |             |             |             |            |            |            |        |
| #       | Land        | Wedstrijden | Wedstrijden | Wedstrijden | Doelpunten | Doelpunten | Doelpunten | Punten |
| #       | Land        | G           | W           | V           | V          | T          | Saldo      | Punten |
| 1       | Canada      | 5           | 4           | 1           | 433        | 373        | 60         | 9      |
| 2       | Joegoslavië | 5           | 4           | 1           | 372        | 338        | 34         | 9      |
| 3       | Australië   | 5           | 3           | 2           | 408        | 407        | 1          | 8      |
| 4       | Rusland     | 5           | 3           | 2           | 367        | 328        | 39         | 8      |
| 5       | Spanje      | 5           | 1           | 4           | 349        | 376        | -27        | 6      |
| 6       | Angola      | 5           | 0           | 5           | 303        | 410        | -107       | 5      |

### Kwartfinales
| Datum        | Tijd  | Land             | Score   | Land      |
| ------------ | ----- | ---------------- | ------- | --------- |
| 28 september | 15:00 | Italië           | 62 - 65 | Australië |
| 28 september | 17:00 | Canada           | 63 - 68 | Frankrijk |
| 28 september | 20:00 | Joegoslavië      | 63 - 76 | Litouwen  |
| 28 september | 22:00 | Verenigde Staten | 85 - 70 | Rusland   |

### Plaatsingsronde

#### 11e en 12e plaats
| Datum        | Tijd  | Land          | Score   | Land   |
| ------------ | ----- | ------------- | ------- | ------ |
| 26 september | 14:30 | Nieuw-Zeeland | 70 - 60 | Angola |

#### 9e en 10e plaats
| Datum        | Tijd  | Land  | Score   | Land   |
| ------------ | ----- | ----- | ------- | ------ |
| 26 september | 16:30 | China | 64 - 84 | Spanje |

#### 7e en 8e plaats
| Datum        | Tijd  | Land   | Score   | Land    |
| ------------ | ----- | ------ | ------- | ------- |
| 30 september | 12:00 | Canada | 86 - 83 | Rusland |

#### 5e en 6e plaats
| Datum        | Tijd  | Land   | Score   | Land        |
| ------------ | ----- | ------ | ------- | ----------- |
| 30 september | 14:00 | Italië | 69 - 59 | Joegoslavië |

### Halve Finales
| Datum        | Tijd  | Land      | Score   | Land             |
| ------------ | ----- | --------- | ------- | ---------------- |
| 29 september | 19:30 | Australië | 52 - 76 | Frankrijk        |
| 29 september | 21:30 | Litouwen  | 83 - 85 | Verenigde Staten |

### Bronzen Finale
| Datum     | Tijd  | Land      | Score   | Land     |
| --------- | ----- | --------- | ------- | -------- |
| 1 oktober | 11:00 | Australië | 71 - 89 | Litouwen |

### Finale
| Datum     | Tijd  | Land      | Score   | Land             |
| --------- | ----- | --------- | ------- | ---------------- |
| 1 oktober | 13:15 | Frankrijk | 75 - 85 | Verenigde Staten |

### Eindrangschikking
| Goud | Zilver | Brons | 4 |
| Verenigde Staten Steve Smith Gary Payton Vince Carter Ray Allen Vin Baker Kevin Garnett Tim Hardaway Allan Houston Jason Kidd Antonio McDyess Alonzo Mourning Shareef Abdur-Rahim                                | Frankrijk Jim Bilba Yann Bonato Makan Dioumassi Laurent Foirest Thierry Gadou Cyril Julian Henry Palmer Antoine Rigaudeau Stéphane Risacher Laurent Sciarra Mustapha Sonko Frédéric Weis                          | Litouwen Gintaras Einikis Saulius Štombergas Eurelijus Žukauskas Dainius Adomaitis Šarūnas Jasikevičius Kęstutis Marčiulionis Tomas Masiulis Darius Maskoliūnas Ramūnas Šiškauskas Darius Songaila Mindaugas Timinskas Andrius Giedraitis | Australië Andrew Gaze Chris Anstey Mark Bradtke Martin Cattalini Ricky Grace Shane Heal Luc Longley Sam Mackinnon Brett Maher Paul Rogers Jason Smith Andrew Vlahov                                                                    |
| 5 | 6 | 7 | 8 |
| Italië Alessandro Abbio Gianluca Basile Roberto Chiacig Marcelo Dilglay Damiao Gregor Fučka Giacomo Galanda Agostino Li Vecchi Denis Marconato Andrea Meneghin Michele Mian Carlton Myers German Claudio Scarone | Joegoslavië Dragan Lukovski Igor Rakočević Saša Obradović Predrag Danilović Dejan Bodiroga Dejan Tomašević Predrag Drobnjak Dragan Tarlać Predrag Stojaković Vlado Šćepanović Nikola Jestratijević Željko Rebrača | Canada Rowan Barrett David Daniels Greg Francis Pete Guarasci Sherman Hamilton Eric Hinrichsen Todd MacCulloch Andrew Mavis Michael Meeks Steve Nash Greg Newton Shawn Swords                                                             | Rusland Roeslan Avlejev Aleksandr Basjminov Sergej Bazarevitsj Andrej Fetisov Andrej Kirilenko Jevgeni Kisoerin Valentin Koebrakov Nikita Morgoenov Jevgeni Pasjoetin Zachar Pasjoetin Sergej Panov Sergej Tsjikalkin                  |
| 9 | 10 | 11 | 12 |
| Spanje Alberto Herreros Alfonso Reyes Carlos Jiménez Alberto Angulo Ignacio de Miguel Nacho Rodríguez Johnny Rogers Jorge Garbajosa Juan Carlos Navarro Raúl López Roberto Dueñas Rodrigo de la Fuente           | China Guo Shiqiang Hu Weidong Li Nan Li Qun Li Xiaoyong Liu Yudong Menk Batere Sun Jun Wang Zhizhi Yao Ming Zhang Jingsong Zheng Wu                                                                               | Nieuw-Zeeland Pero Cameron Mark Dickel Paul Henare Robert Hickey Phill Jones Ralph Lattimore Sean Marks Kirk Penney Peter Pokai Tony Rampton Brad Riley Nenad Vucinic                                                                     | Angola Victor Muzadi Aníbal Moreira Angelo Victoriano Garcia Domingos Edmar Victoriano Victor de Carvalho Herlander Coimbra Belarmino Chipongue David Bartolomeu Dias Carlos Bendinha de Almeida Miguel Pontes Lutonda Buila Katiavala |

## Vrouwen

### Voorronde

#### Groep A
| Datum        | Tijd  | Land      | Score   | Land      |
| ------------ | ----- | --------- | ------- | --------- |
| 16 september | 11:30 | Brazilië  | 76 - 60 | Slowakije |
| 16 september | 14:30 | Frankrijk | 75 - 39 | Senegal   |
| 16 september | 16:30 | Canada    | 46 - 78 | Australië |
| 18 september | 11:30 | Senegal   | 41 - 62 | Canada    |
| 18 september | 19:30 | Slowakije | 51 - 58 | Frankrijk |
| 18 september | 21:30 | Australië | 81 - 70 | Brazilië  |
| 20 september | 11:30 | Canada    | 58 - 70 | Frankrijk |
| 20 september | 14:30 | Brazilië  | 82 - 48 | Senegal   |
| 20 september | 21:30 | Australië | 70 - 47 | Slowakije |
| 22 september | 11:30 | Slowakije | 68 - 56 | Canada    |
| 22 september | 14:30 | Frankrijk | 73 - 70 | Brazilië  |
| 22 september | 19:30 | Senegal   | 39 - 96 | Australië |
| 24 september | 9:30  | Senegal   | 32 - 68 | Slowakije |
| 24 september | 16:30 | Frankrijk | 62 - 69 | Australië |
| 24 september | 21:30 | Brazilië  | 60 - 61 | Canada    |

| Groep A |           |             |             |             |            |            |            |        |
| #       | Land      | Wedstrijden | Wedstrijden | Wedstrijden | Doelpunten | Doelpunten | Doelpunten | Punten |
| #       | Land      | G           | W           | V           | V          | T          | Saldo      | Punten |
| 1       | Australië | 5           | 5           | 0           | 394        | 264        | 130        | 10     |
| 2       | Frankrijk | 5           | 4           | 1           | 338        | 287        | 51         | 9      |
| 3       | Brazilië  | 5           | 2           | 3           | 358        | 323        | 35         | 7      |
| 4       | Slowakije | 5           | 2           | 3           | 294        | 292        | 2          | 7      |
| 5       | Canada    | 5           | 2           | 3           | 283        | 317        | -34        | 7      |
| 6       | Senegal   | 5           | 0           | 5           | 199        | 383        | -184       | 5      |

#### Groep B
| Datum        | Tijd  | Land             | Score    | Land             |
| ------------ | ----- | ---------------- | -------- | ---------------- |
| 16 september | 9:30  | Polen            | 75 - 52  | Nieuw-Zeeland    |
| 16 september | 19:30 | Cuba             | 62 - 72  | Rusland          |
| 16 september | 21:30 | Zuid-Korea       | 75 - 89  | Verenigde Staten |
| 18 september | 11:30 | Rusland          | 84 - 46  | Polen            |
| 18 september | 14:30 | Nieuw-Zeeland    | 62 - 101 | Zuid-Korea       |
| 18 september | 16:30 | Verenigde Staten | 90 - 61  | Cuba             |
| 20 september | 9:30  | Cuba             | 74 - 55  | Nieuw-Zeeland    |
| 20 september | 16:30 | Verenigde Staten | 88 - 77  | Rusland          |
| 20 september | 19:30 | Zuid-Korea       | 62 - 77  | Polen            |
| 22 september | 9:30  | Rusland          | 73 - 75  | Zuid-Korea       |
| 22 september | 16:30 | Nieuw-Zeeland    | 42 - 93  | Verenigde Staten |
| 22 september | 21:30 | Polen            | 72 - 65  | Cuba             |
| 24 september | 11:30 | Nieuw-Zeeland    | 54 - 92  | Rusland          |
| 24 september | 14:30 | Cuba             | 56 - 69  | Zuid-Korea       |
| 24 september | 19:30 | Verenigde Staten | 76 - 57  | Polen            |

| Groep B |                  |             |             |             |            |            |            |        |
| #       | Land             | Wedstrijden | Wedstrijden | Wedstrijden | Doelpunten | Doelpunten | Doelpunten | Punten |
| #       | Land             | G           | W           | V           | V          | T          | Saldo      | Punten |
| 1       | Verenigde Staten | 5           | 5           | 0           | 436        | 312        | 124        | 10     |
| 2       | Rusland          | 5           | 3           | 2           | 398        | 325        | 73         | 8      |
| 3       | Zuid-Korea       | 5           | 3           | 2           | 382        | 357        | 25         | 8      |
| 4       | Polen            | 5           | 3           | 2           | 327        | 339        | -12        | 8      |
| 5       | Cuba             | 5           | 1           | 4           | 318        | 358        | -40        | 6      |
| 6       | Nieuw-Zeeland    | 5           | 0           | 5           | 265        | 435        | -170       | 5      |

### Kwartfinales
| Datum        | Tijd  | Land             | Score   | Land       |
| ------------ | ----- | ---------------- | ------- | ---------- |
| 27 september | 15:00 | Australië        | 76 - 48 | Polen      |
| 27 september | 17:00 | Rusland          | 67 - 68 | Brazilië   |
| 27 september | 20:00 | Frankrijk        | 59 - 68 | Zuid-Korea |
| 27 september | 22:00 | Verenigde Staten | 58 - 43 | Slowakije  |

### Plaatsingsronde

#### 11e en 12e plaats
| Datum        | Tijd | Land    | Score   | Land          |
| ------------ | ---- | ------- | ------- | ------------- |
| 26 september | 9:30 | Senegal | 69 - 72 | Nieuw-Zeeland |

#### 9e en 10e plaats
| Datum        | Tijd  | Land   | Score   | Land |
| ------------ | ----- | ------ | ------- | ---- |
| 26 september | 11:30 | Canada | 58 - 67 | Cuba |

#### 7e en 8e plaats
| Datum        | Tijd | Land      | Score   | Land  |
| ------------ | ---- | --------- | ------- | ----- |
| 29 september | 9:30 | Slowakije | 64 - 57 | Polen |

#### 5e en 6e plaats
| Datum        | Tijd  | Land      | Score   | Land    |
| ------------ | ----- | --------- | ------- | ------- |
| 29 september | 11:30 | Frankrijk | 71 - 59 | Rusland |

### Halve Finales
| Datum        | Tijd  | Land       | Score   | Land             |
| ------------ | ----- | ---------- | ------- | ---------------- |
| 29 september | 14:30 | Brazilië   | 52 - 64 | Australië        |
| 29 september | 16:30 | Zuid-Korea | 65 - 78 | Verenigde Staten |

### Bronzen Finale
| Datum        | Tijd  | Land       | Score   | Land     |
| ------------ | ----- | ---------- | ------- | -------- |
| 30 september | 18:00 | Zuid-Korea | 73 - 84 | Brazilië |

### Finale
| Datum        | Tijd  | Land             | Score   | Land      |
| ------------ | ----- | ---------------- | ------- | --------- |
| 30 september | 20:00 | Verenigde Staten | 76 - 54 | Australië |

### Eindrangschikking
| Goud | Zilver | Brons | 4 |
| Verenigde Staten Ruthie Bolton-Holifield Teresa Edwards Yolanda Griffith Chamique Holdsclaw Lisa Leslie Nikki McCray DeLisha Milton Katie Smith Dawn Staley Sheryl Swoopes Natalie Williams Kara Wolters       | Australië Carla Boyd Sandy Brondello Trisha Fallon Michelle Griffiths Kristi Harrower Jo Hill Lauren Jackson Annie la Fleur Shelley Sandie Rachael Sporn Michele Timms Jenny Whittle                               | Brazilië Janeth Arcain Ilisaine David Lilian Gonçalves Helen Cristina Luz Silvinha Cláudia Neves Alessandra Oliveira Adriana Pinto Cíntia Santos Adriana Santos Kelly Santos Marta Sobral                    | Zuid-Korea Chun Joo-weon Chung Eun-soon Jang Sun-hyoung Jung Sun-min Kang Ji-sook Kim Ji-yoon Lee Eun-ju Lee Jong-ae Lee Mi-sun Park Jung-eun Wang Su-jin Yang Jung-ok                                       |
| 5 | 6 | 7 | 8 |
| Frankrijk Nicole Antibe Isabelle Fijalkowski Edwige Lawson Sandra Le Dréan Nathalie Lesdema Catherine Melain Laëtitia Moussard Audrey Sauret Laure Savasta Yannick Souvré Dominique Tonnerre Stéphanie Vivenot | Rusland Svetlana Abrosimova Anna Archipova Olga Artesjina Elen Sjakirova Jelena Choedasjova Jevgenia Nikonova Jelena Psjikova Irina Roetkovskaja Joelia Skopa Irina Soemnikova Maria Stepanova Natalja Zasoelskaja | Slowakije Slávka Frniaková Martina Godályová Renáta Hiráková Dagmar Huťková Marcela Kalistová Anna Kotočová Alena Kováčová Lívia Libičová Jana Lichnerová Martina Luptáková Katarína Poláková Zuzana Žirková | Polen Dorota Bukowska Joanna Cupryś Patrycja Czepiec Katarzyna Dydek Małgorzata Dydek Edyta Koryzna Ilona Mądra Beata Predehl Krystyna Szymańska-Lara Elżbieta Trześniewska Anna Wielebnowska Sylwia Wlaźlak |
| 9 | 10 | 11 | 12 |
| Cuba Liset Castillo Milayda Enriquez Cariola Hechavarría Dalia Henry Grisel Herrera María León Yamilet Martínez Yaquelín Plutín Tania Seino Yuliseni Soria Taimara Suero Lisdeivis Víctores                    | Canada Cori-Lyn Blakebrough Carolin Bouchard Kelly Boucher Claudia Brassard-Riebesehl Stacey Dales Michelle Hendry Nikki Johnson Karla Karch Teresa Kleindienst Joy McNichol Dianne Norman Tammy Sutton-Brown      | Nieuw-Zeeland Tania Brunton Belinda Colling Megan Compain Rebecca Cotton Kirstin Daly Gina Farmer Sally Farmer Dianne L'Ami Donna Loffhagen Julie Ofsoski Leone Patterson Leanne Walker                      | Senegal Mame Maty Mbengue Bineta Diouf Khady Yacine Ngom Coumba Cissé Marieme Lo Awa Guèye Ndialou Paye Mborika Fall Khady Diop Adama Diakhaté Astou Ndiaye Fatime Ndiaye                                    |

## Medaillespiegel
| Plaats | Land             | NOC    | Goud | Zilver | Brons | Totaal |
| ------ | ---------------- | ------ | ---- | ------ | ----- | ------ |
| 1      | Verenigde Staten | USA    | 2    | 0      | 0     | 2      |
| 2      | Australië        | AUS    | 0    | 1      | 0     | 1      |
| 2      | Frankrijk        | FRA    | 0    | 1      | 0     | 1      |
| 4      | Brazilië         | BRA    | 0    | 0      | 1     | 1      |
| 4      | Litouwen         | LTU    | 0    | 0      | 1     | 1      |
| Totaal | Totaal           | Totaal | 2    | 2      | 2     | 6      |

St. Louis 1904 · Berlijn 1936 · Londen 1948 · Helsinki 1952 · Melbourne 1956 · Rome 1960 · Tokio 1964 · Mexico-Stad 1968 · München 1972 · Montréal 1976 · Moskou 1980 · Los Angeles 1984 · Seoel 1988 · Barcelona 1992 · Atlanta 1996 · Sydney 2000 · Athene 2004 · Peking 2008 · Londen 2012 · Rio de Janeiro 2016 · Tokio 2020 · Parijs 2024 · Los Angeles 2028
Medaillewinnaars 
Atletiek · Badminton · Basketbal · Boksen · Boogschieten · Gewichtheffen · Gymnastiek · Handbal · Hockey · Honkbal · Judo · Kanovaren · Moderne vijfkamp · Paardensport · Roeien · Schermen · Schietsport · Schoonspringen · Softbal · Synchroonzwemmen · Taekwondo · Tafeltennis · Tennis · Triatlon · Voetbal · Volleybal · Waterpolo · Wielersport · Worstelen · Zeilen · Zwemmen